# Listă de partide politice din România
Aceasta este o listă a partidelor politice din România. România are un sistem multipartid democratic, cu numeroase partide politice, în care un partid politic nu are adesea șansa de a obține majoritate parlamentară singur și, astfel, partidele parlamentare trebuie să colaboreze și/sau să formeze alianțe între acestea pentru a forma guverne de coaliție, existând ipotetic și parțial practic în istoria relativ recentă a țării și opțiunea susținerii unui guvern minoritar. Actualul sistem politic a fost instituit în urma Revoluției Române din 1989 și a adoptării unei noi constituții în 1991; înainte de aceste evenimente, România a fost un stat totalitar cu un singur partid sub conducerea Partidului Comunist Român (PCR) de extremă stângă.
De la începutul anilor 1990, politica românească a cunoscut o scădere treptată a numărului de partide politice care au intrat în Parlament și o relativă consolidare a celor mari, deja existente pe anumite linii ideologice revendicate. Partidele politice majore pot fi grupate aproximativ în trei „familii” principale, mai precis liberale, social-democrate sau conservatoare/creștin democrate. Pe lângă aceste „familii” de partide, mai există alte grupuri care sunt afiliate următoarelor ideologii: ecologism, libertarianism sau naționalism. Grupurile extremist-naționaliste au un profil politic relativ scăzut în România, în ciuda creșterii popularității partidelor politice de extremă dreapta și eurosceptice în multe țări ale Uniunii Europene (UE) în anii 2010. Cu toate acestea, începând cu anii 2020 pe fondul pandemiei de COVID-19, a crizei economice ce a urmat, a noului val naționalist din Europa și a invaziei Rusiei din Ucraina, profilul partidelor extremist-naționaliste a crescut în România, principalii exponenți fiind partidul parlamentar Alianța pentru Unirea Românilor (AUR) intrat în 2020 în parlament și S.O.S. România (S.O.S.), un partid cu un profil mai mic decât AUR dar care a reușit să trimită în Parlamentul European 2 eurodeputați (mai precis Luis Lazarus și fosta senatoare Diana Șoșoacă).
Traseismul politic rămâne totuși o problemă foarte îngrijorătoare și semnificativă, la fel ca și corupția pe scară largă, ceea ce duce la un nivel general foarte scăzut de încredere a publicului în partidele politice (12% spre exemplu conform unui sondaj de opinie din decembrie 2014). Pentru a contracara această percepție, cele mai mari două partide din România postdecembristă (mai exact Partidul Social Democrat, PSD pe scurt și Partidul Național Liberal, PNL pe scurt) ar fi inițiat o serie de reforme interne în 2015 pentru a-și consolida criteriile de integritate și a impune sancțiuni disciplinare membrilor de partid anchetați sau condamnați pentru acuzații de corupție.

## Cadru legal
Constituția României prevede că cetățenii se pot asocia liber în partide politice, cu excepția magistraților, a personalului militar și de poliție, precum și a altor funcționari publici care sunt apolitici prin lege.
Sistemul de partide din România este reglementat de Legea nr. 14/2003 privind partidele politice. Legea interzice partidele politice care, prin statutul, programele, propaganda de idei ori prin alte activități pe care le organizează, încalcă prevederile art. 30 alin. (7), art. 40 alin. (2) sau (4) din Constituția României. Articolul 30 din Constituția României prevede că sunt interzise de lege defăimarea țării și a națiunii, îndemnul la război de agresiune, la ură națională, rasială, de clasă sau religioasă, incitarea la discriminare, la separatism teritorial sau la violență publică, precum și manifestările obscene, contrare bunelor moravuri. Articolul 40 din Constituția României prevede că partidele politice care, prin scopurile ori prin activitatea lor, militează împotriva pluralismului politic, a principiilor statului de drept, ori a suveranității, a integrității sau a independenței României sunt neconstituționale. Curtea Constituțională are printre atribuțiile sale deciderea constituționalității unui partid politic și marcarea sa drept neconstituțional în cazul în care ideologia sa încalcă unul dintre principiile constituționale.
Legea nr. 14/2003 prevede că partidele politice se pot organiza și funcționa conform statutului propriu. Statutul și programul politic ale partidului trebuie să fie prezentate în formă scrisă și aprobate de organele împuternicite prin statut. Inițial, legea prevedea o listă de 25.000 de susținători, cu reședința în cel puțin 18 județe și Municipiul București, pentru ca un partid politic să fie înregistrat oficial. Cu toate acestea, în februarie 2015, Partidul Pirat din România, neînregistrat, a depus o plângere la Curtea Constituțională, argumentând că cerința listei este o încălcare a dispozițiilor constituționale privind libertatea de asociere. Ulterior, Curtea a anulat cerința ca neconstituțională, iar pe 6 mai 2015, Parlamentul României a aprobat o versiune modificată a legii, care permite formarea unui partid politic cu 3 semnături.

## Partide parlamentare
Partidele parlamentare sunt acele partide politice care au reprezentanți în Senat (i.e., senatori) și/sau în Camera Deputaților (i.e., deputați). Acestea sunt organizate în grupuri parlamentare, în mod obișnuit formate la începutul fiecărei legislaturi. Conform Regulamentului Camerei Deputaților, pentru a forma un grup parlamentar, este necesar un număr minim de 10 deputați care trebuie să aparțină aceluiași partid politic sau alianță electorală care a participat la alegeri. În mod similar, în cazul Senatului, este necesar un număr minim de 7 senatori pentru a constitui un grup parlamentar.
| Logo | Nume | Nume                                                                       | Abreviere  | Fondat    | Lider                                  | Poziție                      | Ideologie                                                                                    | Senat    | Camera Deputaților | Parlamentul European | Statut   |
| ---- | ---- | -------------------------------------------------------------------------- | ---------- | --------- | -------------------------------------- | ---------------------------- | -------------------------------------------------------------------------------------------- | -------- | ------------------ | -------------------- | -------- |
|      |      | Partidul Social Democrat                                                   | PSD        | 1989 2001 | Sorin Grindeanu (interimar/ad interim) | Centru-stânga                | Conservatorism social Naționalism de stânga Populism de stânga                               | 38 / 136 | 93 / 330           | 11 / 33              | Coaliție |
|      |      | Alianța pentru Unirea Românilor                                            | AUR        | 2019      | George Simion                          | Dreapta spre extrema dreaptă | Naționalism românesc Unionism Euroscepticism Populism de dreapta                             | 28 / 136 | 61 / 330           | 3 / 33               | Opoziție |
|      |      | Partidul Național Liberal                                                  | PNL        | 1875 1990 | Ilie Bolojan                           | Centru-dreapta               | Liberalism conservator Conservatorism social Creștin democrație                              | 22 / 136 | 50 / 330           | 8 / 33               | Coaliție |
|      |      | Uniunea Salvați România                                                    | USR        | 2016      | Dominic Fritz                          | Centru-dreapta               | Europenism Liberalism Liberalism economic                                                    | 19 / 136 | 40 / 330           | 2 / 33               | Coaliție |
|      |      | Uniunea Democrată Maghiară din România Romániai Magyar Demokrata Szövetség | UDMR RMDSZ | 1989      | Hunor Kelemen                          | Centru-dreapta               | Regionalism Liberalism conservator Europenism                                                | 10 / 136 | 22 / 330           | 2 / 33               | Coaliție |
|      |      | S.O.S. România                                                             | SOS RO     | 2021      | Diana Iovanovici-Șoșoacă               | Extrema dreaptă              | Naționalism românesc Populism de dreapta Conservatorism social                               | 0 / 136  | 17 / 330           | 2 / 33               | Opoziție |
|      |      | Partidul Oamenilor Tineri                                                  | POT        | 2023      | Anamaria Gavrilă                       | Extrema dreaptă              | Naționalism românesc Populism de dreapta Conservatorism național Suveranism Dreapta creștină | 0 / 136  | 14 / 330           | 0 / 33               | Opoziție |

Pe lângă partidele reprezentate în Parlamentul României, următoarele partide au reprezentare numai în Parlamentul European (în timp ce unul dintre eurodeputați este independent):
| Logo | Nume | Nume                                | Fondat | Lider           | Poziție                      | Ideologie                                                                    | Parlamentul European | Afiliere europeană |
| ---- | ---- | ----------------------------------- | ------ | --------------- | ---------------------------- | ---------------------------------------------------------------------------- | -------------------- | ------------------ |
|      |      | Partidul Acțiunea Conservatoare     | 2025   | Claudiu Târziu  | Dreapta spre extrema dreaptă | Conservatorism național, Naționalism românesc, Suveranism                    | 2 / 33               | ECR                |
|      |      | Partidul Mișcarea Populară          | 2014   | Eugen Tomac     | Centru-dreapta               | Conservatorism social, Creștin democrație, Conservatorism național, Unionism | 1 / 33               | Renew Europe       |
|      |      | Partidul Național Conservator Român | 2023   | Cristian Terheș | Dreapta spre extrema dreaptă | Conservatorism național, Naționalism românesc, Suveranism                    | 1 / 33               | ECR                |

## Partide extra-parlamentare
| Nume | Nume | Abr.                                                    | Fondat | Lider(i)                                                   | Poziție                      | Ideologie |
| ---- | --- | ------------------------------------------------------- | ------ | ---------------------------------------------------------- | ---------------------------- | --- |
|      | Partidul Socialist Român                                                                                                 | PSR                                                     | 2003   | Constantin Rotaru                                          | Extrema stângă               | Comunism, Socialism |
|      | Partidul Justiției Sociale                                                                                               | PJS                                                     | 2025   | Bogdan Frîncu, Daria Petrache și Cristina Tărteață         | Stânga                       | Stat social, Justiție Socială, Libertate, Echitate socială, Pluralism politic, Progres social, Democrație participativă, Solidaritate intergenerațională, Suveranitate și identitate națională, Demnitate Umană, Educție și Progres, Transparență și integritate |
|      | Partidul Democrației și Solidarității- DEMOS                                                                             | Demos                                                   | 2018   | Ionuț Tudor, Nona Șerbănescu și Claudiu Crăciun            | Stânga                       | Sindicalism, Progresism, Stat social, Feminism, Ecologism, Pluralism politic, Alternativa sociala, Anticorupție |
|      | Partidul Social Democrat Unit                                                                                            | PSDU                                                    | 2023   | Oana Crețu                                                 | Centru-stânga                | Social democrație, Stânga creștină, Pro-europenism, Progresism |
|      | Partidul ACUM | ACUM                                                    | 2021   | Adela Maghear, Bogdan Barbu                                | Centru-stânga                | Ecologism, Politică verde, Pro-europenism |
|      | Partidul SENS | SENS                                                    | 2023   | Macsut Andrei                                              | Centru-stânga                | Progresism, Ecologism, Politică verde, Pro-europenism |
|      | Partidul PRO România | PRO România                                             | 2018   | Victor Ponta                                               | Centru-stânga                | Social-democrație, Conservatorism social |
|      | Blocul Unității Naționale                                                                                                | BUN                                                     | 2015   | Dorel Vulpoiu                                              | Centru-stânga                | Social-democrație |
|      | ADER România | ADER                                                    | 2018   | Orlando Culea                                              | Centru-stânga                | Democrație |
|      | Volt România | Volt                                                    | 2021   | Ciprian Sandu, Mihaela Sirițanu                            | Centru-stânga                | Progresism, Federalism european, Liberalism social |
|      | Partidul Națiune Oameni Împreună                                                                                         | NOI                                                     | 2022   | Viorica Dăncilă                                            | Centru-stânga                | Conservatorism social, Naționalism de stânga, Izolaționism |
|      | Partidul Cinste, Onoare, Demnitate                                                                                       | C.O.D.                                                  | 2023   | Bădină Ionuț                                               | Centru-stânga                | Social-democrație Ecologism |
|      | Partidul Verde | PV                                                      | 2022   | Marius Lazăr și Lavinia Cosma                              | Centru spre centru-stânga    | Politică verde, Pro-europenism, Anti-corupție |
|      | Partidul Adevăr și Dreptate                                                                                              | PAD                                                     | 2017   | Toroican Ioan                                              | Centru                       | Creștin democrație |
|      | Platforma Social-Liberală                                                                                                | PSL                                                     | 2019   | Ilan Laufer                                                | Centru                       | Liberalism social |
|      | Uniunea pentru Reforma Statului și Protecția Drepturilor Fundamentale                                                    | URS.PDF                                                 | 2023   | Tudor Benga                                                | Centru                       | Liberalism social, Liberalism economic, Europenism |
|      | Partidul Republican din România                                                                                          | PPR                                                     | 2020   | Alexandru Coita                                            | Centru                       | Republicanism |
|      | Reînnoim Proiectul European al României                                                                                  | REPER                                                   | 2022   | Dragoș Pîslaru și Ramona Strugariu                         | Centru                       | Liberalism social, Europenism, Tehnocrație, Progresism |
|      | Partidul Dreptate și Respect în Europa Pentru Toți                                                                       | DREPT                                                   | 2023   | Alexandru Gâdiuță                                          | Centru                       | Centrism, Anticorupție, Big tent |
|      | Partidul Umanist Social Liberal                                                                                          | PUSL                                                    | 2015   | Daniel Ionașcu                                             | Centru                       | Umanism pragmatic, Protecționism, Populism |
|      | Partidul Noua Românie | PNR                                                     | 2015   | Sebastian Popescu                                          | Centru                       | Liberalism economic, Conservatorism liberal |
|      | Partidul Oamenilor Liberi A Szabad Emberek Pártja Die Partei der freien Menschen                                         | POL                                                     | 2015   | Dan Mașca, Radu Bălaș, Cătălin Hegheș, Eugen Tothpal       | Centru                       | Progresism, Democrație participativă |
|      | Uniunea Națională pentru Democrație, Omenie și Respect                                                                   | UNDOR Arhivat în 22 octombrie 2020, la Wayback Machine. | 2020   | Cătălin Badiu                                              | Centru                       | Umanism |
|      | Partidul România în Acțiune                                                                                              | PRA                                                     | 2022   | Mihai Apostolache                                          | Centru                       | |
|      | Forța Dreptei | FD                                                      | 2021   | Ludovic Orban                                              | Centru-dreapta               | Liberalism conservator, Creștin-democrație |
|      | Partidul Diaspora Unită                                                                                                  | PDU                                                     | 2019   | Mocan Marius-Simion                                        | Centru-dreapta               | Liberalism, Pro-europenism |
|      | Partidul Ecologist Român (începând cu legislatura 2000–2004 după desființarea Convenției Democrate Române, CDR pe scurt) | PER                                                     | 1990   | Dănuț Pop                                                  | Centru-dreapta               | Liberalism verde⁠(en)[traduceți], Ecologism |
|      | Partidul Monarhist | PM23                                                    | 2017   | Christian Em. de Hillerin                                  | Centru-dreapta               | Monarhie constituțională |
|      | Partidul Forța Națională                                                                                                 | FN Arhivat în 8 noiembrie 2021, la Wayback Machine.     | 2016   | Sorin Valeriu Naș                                          | Centru-dreapta               | Suveranism, Nationalism economic, Creștin-democrație, Tradiționalism |
|      | Partidul Național Țărănesc Creștin Democrat                                                                              | PNȚCD                                                   | 1989   | Aurelian Pavelescu                                         | Centru-dreapta spre dreapta  | Creștin-democrație, Conservatorism național, Monarhism, Agrarianism, Suveranism, Euroscepticism |
|      | Alianța Național Țărănistă                                                                                               | ANȚ                                                     | 2019   | Radu Ghidău                                                | Centru-dreapta spre dreapta  | Creștin democrație, Conservatorism social, Agrarianism |
|      | Partidul Național Țărănesc Maniu-Mihalache                                                                               | PNȚMM                                                   | 2019   | Mircea Taloș                                               | Centru-dreapta spre dreapta  | Creștin democrație, Monarhism, Conservatorism social, Agrarianism |
|      | Partidul România ECO (CURAJ pentru România)                                                                              | România ECO                                             | 2021   | Cosette Chichirău                                          | Centru-dreapta               | Liberalism economic, Naționalism moderat |
|      | Partidul Lege Educație Unitate                                                                                           | LEU                                                     | 2022   | Andy Lupu                                                  | Centru-dreapta               | Conservatorism național moderat |
|      | Alianța Maghiară din Transilvania Erdélyi Magyar Szövetség                                                               | AMT EMSZ                                                | 2022   | Zoltán Zakariás                                            | Dreapta                      | Interesele minorității maghiare, Regionalism, Conservatorism |
|      | Alianța Națională pentru Renaștere și Dezvoltare                                                                         | ANRD                                                    | 2024   | Mihai Vinereanu                                            | Dreapta                      | Protecționism, Iredentism |
|      | Partidul Români pentru România                                                                                           | PRR                                                     | 2022   | Nicolae Roman                                              | Dreapta                      | Conservatorism |
|      | Partidul Patrioții Poporului Român                                                                                       | PPR                                                     | 2022   | Mihai Lasca                                                | Dreapta spre extrema dreaptă | Naționalism românesc, Conservatorism, Suveranism, Euroscepticism |
|      | Partidul România Mare | PRM                                                     | 1991   | Victor Iovici                                              | Extrema dreaptă              | Conservatorism național, Naționalism românesc, Euroscepticism |
|      | Partidul România Rațională                                                                                               | ЯR Arhivat în 11 august 2020, la Wayback Machine.       | 2019   | Liviu Cornel Popa, Gheorghe Voinea, Cristiana Johanna Popa | Dreapta spre extrema dreaptă | Naționalism românesc, Conservatorism social, Populism de dreapta, Tehnocrație |
|      | Partidul Mișcarea Națională                                                                                              | MN                                                      | 2023   | Mihai Tîrnoveanu                                           | Extrema dreaptă              | Naționalism românesc, Creștin democrație, Conservatorism social, Agrarianism, |
|      | Partidul Noua Dreaptă | ND                                                      | 2015   | Constantin Nechita                                         | Extrema dreaptă              | Ultranaționalism românesc, Neolegionarism, Fundamentalism creștin |
|      | Partidul Mișcarea Noi, Ploieștenii!                                                                                      | Noi, Ploieștenii                                        | 2024   | Șerban Pitic                                               | Neutru                       | Localism |
|      | PACT pentru Galați | Pentru GALAȚI                                           | 2018   | Gregor Teodorescu                                          | Neutru                       | Localism |

| Nume | Abr.       | Reprezentant       |
| --- | ---------- | ------------------ |
| Uniunea Armenilor din România Armeană: Ռումինիայի Հայոց Միություն                                                                                                  | UAR        | Varujan Pambuccian |
| Uniunea Elenă din România Greacă: Ενωση Ελληνων Ρουμανιας | UER        | Dragoș Zisopol     |
| Uniunea Culturală a Rutenilor din România Ruteană: Културне Товариство Русинів Романії                                                                             | UCRR       | Iulius Firczak     |
| Uniunea Croaților din România Croată: Zajedništvo Hrvata u Rumunjskoj                                                                                              | UCR        | Slobodan Ghera     |
| Uniunea Sârbilor din România Sârbă: Савез Срба у Румунији | USR        | Slavoliub Adnagi   |
| Comunitatea Rușilor Lipoveni din România Rusă: Община русских-липован Румынии                                                                                      | CRLR       | Andrian Ampleev    |
| Uniunea Bulgară din Banat-România Bulgară bănățeană: Balgarsku Družstvu ud Banát-Rumanija                                                                          | UBB-R      | Petronela Csokany  |
| Uniunea Democratică a Slovacilor și Cehilor din România Slovacă: Demokratický zväz Slovákov a Čechov v Rumunsku Cehă: Demokratický svaz Slováků a Čechů v Rumunsku | UDSCR      | Iarco Furic        |
| Forumul Democrat al Germanilor din România Germană: Demokratisches Forum der Deutschen in Rumänien                                                                 | FDGR       | Ovidiu Ganț        |
| Asociația Italienilor din România Italiană: Associazione Italiani di Romania                                                                                       | Ro.As.It.  | Andi Grosaru       |
| Uniunea Democrată Turcă din România Turcă: Romanya Demokrat Türk Birliği                                                                                           | UDTR       | Iusein Ibram       |
| Uniunea Polonezilor din România Poloneză: Związek Polaków w Rumunii                                                                                                | Dom Polski | Victoria Longher   |
| Uniunea Ucrainenilor din România Ucraineană: Cоюз Українців Румунії                                                                                                | UUR        | Miroslav Petrețchi |
| Asociația Macedonenilor din România Macedoneană: Друштвото на Македонците од Романија                                                                              | AMR        | Venera Popescu     |
| Asociația Liga Albanezilor din România Albaneză: Shoqata Lidhja e Shqiptarëve të Rumanisë                                                                          | ALAR       | Bogdan Stoica      |
| Asociația Partida Romilor Pro-Europa Romani: Asociatiasa Partida le Romengi Pro-Europa                                                                             | PRPE       | Daniel Vasile      |
| Federația Comunităților Evreiești din România Ebraică: פדרציית הקהילות היהודיות של רומניה                                                                          | FCER       | Silviu Vexler      |
| Uniunea Democrata a Tatarilor Turco-Musulmani din Romania Turcă: ROMANYA MÜSLÜMAN TATAR TÜRKLERİNİN DEMOKRAT BİRLİĞİ                                               | UDTTMR     | Amet Varol         |

## Partide desființate

### Partide active în perioada 1859–1918
| Nume                                                 | Abr.  | Poziție                                                | Ideologie                                                           | Note |
| ---------------------------------------------------- | ----- | ------------------------------------------------------ | ------------------------------------------------------------------- | --- |
| Partidul Social-Democrat al Muncitorilor din România | PSDMR | Stânga spre extrema stângă                             | Socialism, Marxism                                                  | Activ între 1893–1899; cea mai mare parte a conducerii sale s-a alăturat Partidului Național Liberal, iar alți membri s-au alăturat în cele din urmă Partidului Social Democrat din România |
| Partidul Social Democrat Român                       | PSDR  | Stânga spre extrema stângă                             | Social-democrație, Marxism                                          | Activ între 1910–1916, grupuri active ilegal între 1916–1918; Transformat în Partidul Socialist din România                                                                                 |
| Partidul Țărănesc                                    | PȚ    | Stânga                                                 | Socialism agrar, Agriarianism, Poporanism                           | Activ în diferite forme din 1895 până-n 1926 |
| Fracțiunea Liberă și Independentă                    | –     | Centru-stânga spre extrema stângă                      | Național-liberalism, Republicanism, Naționalism etnic, Germanofobie | Activă între 1866–1875; fuzionată în Partidul Național Liberal |
| Partidul Național Liberal                            | PNL   | Centru                                                 | Liberalism, Național-liberalism, Antisemitism                       | Activ între 1875–1947 |
| Partidul Radical                                     | PR    | Centru-dreapta                                         | Liberalism                                                          | O ramură a Partidului Național Liberal, condus de George Panu; activ între c.c.a. 1884–1895; fuzionat în Partidul Conservator                                                               |
| Partida Națională                                    | –     | Centru-dreapta                                         | Naționalism românesc                                                | Activ între 1856–1859 |
| Partidul Conservator                                 | –     | Centru-dreapta                                         | Conservatorism                                                      | Activ între 1888–1918 |
| Partidul Constituțional                              | –     | Centru-dreapta                                         | Conservatorism                                                      | Activ între 1891–1907 |
| Partidul Conservator Naționalist                     | –     | Centru-dreapta                                         | Conservatorism național                                             | O ramură a Partidului Conservator; activ între 1916–c.c.a. 1935 |
| Partidul Conservator-Democrat                        | –     | Centru-dreapta                                         | Conservatorism liberal                                              | O ramură a Partidului Conservator, condus de Take Ionescu; fuzionat în Partidul Conservator Naționalist; activ între 1908–1922                                                              |
| Partidul Naționalist-Democrat                        | PND   | Centru-stânga (economic) spre extrema dreaptă (social) | Naționalism etnic, Antisemitism, Corporatism, Agrarianism           | Partid naționalist cu politici economice de stânga și politici sociale de extremă dreapta;activ între 1910–1946                                                                             |

### Partide active în perioada 1918–1947
Următoarele partide au fost toate active în România în perioada interbelică și, în unele cazuri, prin și după al Doilea Război Mondial.
Datele de înființare și dizolvare sunt date, acolo unde sunt cunoscute. În caz contrar, sunt date cele mai vechi și cele mai recente date cunoscute pentru activități.
Această perioadă a văzut proliferarea a numeroase partide extremiste inspirate de fascism, socialism și comunism. Acestea din urmă au fost efectiv interzise în 1924 de așa-numita lege Mârzescu. O succesiune de lovituri de stat a modificat drastic peisajul politic pe măsură ce România a trecut printr-o dictatură cu un singur partid sub Frontul Renașterii Naționale (1938–1940), apoi o dictatură militară fără partide politice (1940–1944), apoi revenind pentru scurt timp la democrație pluripartinică înainte de a deveni în sfârșit o republică populară (1944–1947).
| Nume | Abr.      | Poziție                                                | Ideologie | Note |
| --- | --------- | ------------------------------------------------------ | --- | --- |
| Grupul Bolșevic Leninist din România | –         | Extrema stângă                                         | Troțkism | Un grup troțkist condus de David Korner; active în 1935 |
| Partidul Comunist din România | PCdR      | Extrema stângă                                         | Marxism, Bolșevism, Comunism | Înființat în 1921 ca Partidul Socialist-Comunist, grup care a apărut din Partidul Socialist din România; după 1944 Partidul Comunist Român (PCR); activ între 1921–1948. A absorbit Partidul Social Democrat și s-a redenumit Partidul Muncitoresc Român                                                                                        |
| Blocul Democratic | –         | Extrema stângă                                         | Marxism | Organizații politice antifasciste sub influența Partidului Comunist Român, active între 1935–1936, 1937–1939 |
| Partidul Muncitorilor Ucraineni din România Партія українських працюючих Румунії "Визволення"/Vîzvolenia                                                                 | –         | Stânga spre extrema stângă                             | Leninism, interesele minorității ucrainene                                                                                        | O ramură a Partidului Social Democrat Român din Bucovina, a colaborat strâns cu Blocul Muncitor-Țărănesc; activ, în primul rând, în nordul Bucovinei, în anii 1929–1934. |
| Partidul Național Popular | PNP       | Centru-stânga spre extrema stângă                      | Antifascism, Naționalism de stânga                                                                                                | În strânsă alianță cu Partidul Comunist din România; activ între 1942–1948 |
| Partidul Socialist din România | PSdR      | Stânga spre extrema stângă                             | Marxism, Socialism | Format din membri ai Partidului Social Democrat, a absorbit Partidul Social Democrat din Transilvania și Banat și Partidul Social Democrat Român din Bucovina; activ între 1918–1921 |
| Partidul Socialist Unitar | PSU       | Stânga spre extrema stângă                             | Marxism | Fuziunea Partidului Socialist Independent și a Partidului Socialist (Popovici), fuzionat în Partidul Social Democrat; activ între 1933–1938, 1944 |
| Partidul Socialist al Muncitorilor din România | PSMR      | Stânga                                                 | Marxism, Socialism | O ramură a Partidului Social Democrat, condus de Leon Ghelerter, a fuzionat cu Partidul Socialist (Popovici) pentru a crea Partidul Socialist Unitar; activ între 1928–1933 |
| Partidul Socialist Țărănesc | PSȚ       | Stânga                                                 | Socialism, Agrarianism, Corporatism                                                                                               | O aripă dizidentă a Partidului Național Țărănesc, fuzionat în Frontul Plugarilor; activ între 1943–1944 |
| Frontul Plugarilor | FP        | Stânga                                                 | Republicanism, Socialism agrar | Strâns asociat cu Partidul Comunist Român; activ între 1933–1953 |
| Blocul Muncitoresc-Țărănesc | BMȚ       | Stânga                                                 | Socialism agrar | Un grup umbrelă pentru interzisul Partid Comunist din România; activ între 1925–1933 |
| Partidul Socialist Democrat | PSD       | Stânga                                                 | Socialism | Creat de Ioan Flueraș și Gheorge Grigorovici, exclus din Partidul Social Democrat pentru colaborare cu regimurile totalitare; activ între 1945–1946 |
| Partidul Țărănesc Nicolae L. Lupu | –         | Stânga                                                 | Socialism agrar, Poporanism | O aripă dizidentă a Partidului Național Țărănesc; activ între 1927–1934 |
| Partidul Național Țărănesc-Anton Alexandrescu | –         | Stânga                                                 | Socialism agrar | O ramură a Partidului Național Țărănesc, în strânsă alianță cu Partidul Comunist Român, a fuzionat cu Frontul Plugarilor; activ între 1945–1948 |
| Partidul Socialist din Transilvania | PST       | Stânga                                                 | Socialism democratic, interesele minorității române din Austro-Ungaria                                                            | Fondat în interiorul Austro-Ungariei, a ieșit din Partidul Social Democrat Maghiar și s-a alăturat pentru scurt timp Partidului Socialist din România, înainte de a se separa din nou și a deveni o secțiune autonomă a Federației Partidelor Socialiste Române, care a evoluat în Partidul Social Democrat; activ între 1906–1920 și 1921–1927 |
| Partidul Socialist | PS        | Stânga                                                 | Socialism | O ramură a Partidului Social Democrat, condus de Constantin Popovici, a fuzionat cu Partidul Socialist Independent pentru a crea Partidul Socialist Unitar, după s-a rupt de acesta și a aderat în cele din urmă la Uniunea Patrioților; activ din 1933 și între 1935–1944                                                                      |
| Partidul Țărănesc Radical | PȚR       | Stânga                                                 | Socialism agrar | O aripă dizidentă a Partidului Național Țărănesc; activ între 1933–1938 |
| Partidul Țărănesc | PȚ        | Stânga                                                 | Socialism agrar, Poporanism | Înființat în 1918, fuzionat cu Partidul Național Român în Partidul Național Țărănesc în 1927 |
| Partidul Muncitor | PM        | Stânga                                                 | Socialism | Activ în 1918; fuzionat în Partidul Țărănesc |
| Uniunea Națională Muncă și Refacere | –         | Stânga                                                 | Socialism | Condus de Constantin Argetoianu, fuzionat parțial în Uniunea Patrioților și Frontul Plugarilor; activ în 1947 |
| Uniunea Populară Maghiară Magyar Népi Szövetség | UPM/MNSZ  | Centru-stânga                                          | Interesele minorității maghiare, social-democrație                                                                                | O ramură a Partidului Maghiar, creat ca Uniunea Muncitorilor Maghiari din România” (Magyar Dolgozók Országos Szövetsége (MADOSZ)), în strânsă alianță cu Partidul Comunist din România; activ între 1934–1953 |
| Partidul Social Democrat din Bucovina | PSDB      | Centru-stânga                                          | Social-democrație | Fondat în interiorul Austro-Ungariei, a ieșit din Partidul Social Democrat Maghiar și s-a alăturat pentru scurt timp Partidului Socialist din România, înainte de a se separa din nou și a deveni o secțiune autonomă a Federației Partidelor Socialiste Române, care a evoluat în Partidul Social Democrat; activ între 1896–1920 și 1921–1927 |
| Partidul Social Democrat Român | PSDR      | Centru-stânga                                          | Social-democrație, Anticomunism                                                                                                   | Creat prin fuziunea partidelor care formează Federația Partidelor Socialiste Române, comasate în Partidul Comunist Român; activ între 1927–1948 |
| Comitetul Democrat Evreiesc הוועד הדמוקרטי היהודי | CDE/DZK   | Centru-stânga                                          | Interesele minorității evreiești, Antisionism, Antifascism, Socialism evreiesc                                                    | În strânsă colaborare cu Partidul Comunist din România; activ între 1946–1948 |
| Partidul Național-Liberal-Tătărescu / Partidul Național-Liberal-Bejan | PNL       | Centru spre centru-stânga                              | Liberalism social | O aripă dizidentă a Partidului Național Liberal; activ între 1944–1948 |
| Partidul Național Maghiar | PNM       | Centru                                                 | Interesele minorității maghiare, Regionalism transilvănean                                                                        | Activ între 1922–1938 |
| Partidul Conservator-Progresist | PCP       | Centru                                                 | Liberalism conservator | O ramură a Partidului Conservator, condus de Alexandru Marghiloman; activ în 1918 |
| Partidul Poporului | PP        | Centru                                                 | Poporanism | Înființat sub denumirea de Liga Poporului; activ între 1918–1929 |
| Partidul Țărănesc-Democrat Constantin Stere | –         | Centru                                                 | Liberalism social | O aripă dizidentă a Partidului Național Țărănesc, fuzionată cu Partidul Țărănesc Radical; activ între 1930–1933 |
| Partidul Național Liberal | PNL       | Centru                                                 | Liberalism, Național-liberalism                                                                                                   | Activ între 1875–1947; PNL-ul de azi se pretinde a fi succesorul acestui partid. |
| Partidul Național Liberal-Brătianu | PNL       | Centru                                                 | Național-liberalism, Laissez-faire, Conservatorism social                                                                         | O aripă dizidentă a Partidului Național Liberal; activ între 1931–1935 |
| Partidul Țărănesc din Basarabia | PȚB       | Centru-dreapta                                         | Agrarianism, Naționalism etnic, Anticomunism                                                                                      | Fondat în Republica Democrată Moldovenească; cea mai mare parte a fuzionat în Partidul Țărănesc în 1921, o aripă condusă de Ion Inculeț a păstrat numele și a intrat ulterior în Partidul Național Liberal; activ între 1918–1923 |
| Partidul Conservator-Democrat | PCD       | Centru-dreapta                                         | Conservatorism liberal | O ramură a Partidului Conservator, condus de Take Ionescu; fuzionat în Partidul Conservator Naționalist; activ între 1908–1922 |
| Partidul Conservator Naționalist | PCN       | Centru-dreapta                                         | Conservatorism național | O ramură a Partidului Conservator; activ între 1916–c.c.a. 1935 |
| Partidul German din România Deutsche Partei in Rumänien | PGR/DPR   | Centru-dreapta                                         | Interesele minorității germane | În general, sprijinind partidul din guvern, acesta a devenit puternic influențat de nazism după 1936; activ între 1919–1944 |
| Partidul Poporului German din România Deutsche Volkspartei in Rumänien                                                                                                   | PPGR/DVPR | Centru-dreapta                                         | Interesele minorității germane, Nazism (din 1935)                                                                                 | O ramură a Partidului German, activ între 1935–1938 |
| Partidul Naționalist-Democrat | PND       | Centru-stânga (economic) spre extrema dreaptă (social) | Naționalism etnic, Antisemitism, Corporatism, Agrarianism                                                                         | Partid naționalist cu politici economice de stânga și politici sociale de extremă dreapta;activ între 1910–1946 |
| Partidul Evreiesc המפלגה היהודית הרומנית אידישע פארטיי Országos Zsidó Párt Jüdische Reichspartei                                                                         | PER       | Dreapta spre extrema dreaptă                           | Interesele minorității evreiești, Sionism, Sionism religios, Antifascism                                                          | Activ între 1923–1938 |
| Frontul Renașterii Naționale | FRN       | Dreapta spre extrema dreaptă                           | Conservatorism autoritar, Naționalism românesc, Antisemitism, Etatism                                                             | Redenumit Partidul Națiunii în 1940, creat ca un singur partid oficial corporatist de inspirație fascistă de regele Carol al II-lea; activ între 1938–1940 |
| Cruciada Românismului | –         | Extrema dreaptă                                        | Poziția a treia, Naționalism românesc, Fascism, Anticapitalism, Anticomunism                                                      | Partid fascist; activ între 1935–1936 |
| Garda de Fier | –         | Extrema dreaptă                                        | Legionarism (Ultranaționalism, Misticism, Fascism clerical, Antisemitism, Populism)                                               | Numele obișnuit al grupului înființat ca Legiunea Arhanghelului Mihail, candida la alegeri mai întâi sub denumirea de Gruparea „Corneliu Codreanu” și apoi ca Totul pentru țară. Partidul Totul pentru Țară (TPȚ) - partid fascist activ între 1927 și c.c.a. 1944–1945 (cu grupuri minore care revendică moștenirea până în prezent)           |
| Svastica de Foc | –         | Extrema dreaptă                                        | Nazism | Partid fascist, o ramură a Ligii Apărării Național Creștine; activ între 1935–1938 |
| Liga Contra Cametei | –         | Extrema dreaptă                                        | Agrarianism, Fascism | Activ între 1922–c.c.a. 1931 |
| Acțiunea Național-Agrară | –         | Extrema dreaptă                                        | Fascism | O ramură a Partidului Național Țărănesc, fuzionată în Uniunea Națională pentru Muncă și Reconstrucție; activ între 1946–1947 |
| Partidul Național Agrar | PNA       | Extrema dreaptă                                        | Agrarianism, Monarhism, Corporatism, Antisemitism                                                                                 | O ramură a Partidului Poporului, fuzionată în Partidul Național Creștin; activ între c.c.a. 1931–1935 |
| Garda Conștiinței Naționale | GCN       | Extrema dreaptă                                        | Naționalism românesc, Anticomunism                                                                                                | Partid fascist creat în jurul lui Constantin Pancu; activ între 1919–1922 |
| Liga Apărării Național-Creștine | LANC      | Extrema dreaptă                                        | Ultranaționalism românesc, Antisemitism                                                                                           | Un partid protofascist de extremă dreaptă, fuzionat în Partidul Național Creștin; activ între 1920–1935 |
| Partidul Național-Creștin | PNC       | Extrema dreaptă                                        | Naționalism românesc, Naționalism creștin, Antisemitism                                                                           | Partid fascist; activ între 1935–1938 |
| Liga Național-Corporatistă | LNC       | Extrema dreaptă                                        | Corporatism, Fascism | Un partid fascist, condus de Mihail Manoilescu; activ între 1932–1938 |
| Mișcarea Națională Fascistă | MNF       | Extrema dreaptă                                        | Fascism | Activ c.c.a. 1923 |
| Mișcarea Națională Culturală și Economică Italo-Română | –         | Extrema dreaptă                                        | Fascism | Partid fascist, fuzionat în Mișcarea Națională Fascistă; activ între 1921–1923 |
| Fascia Națională Română | FNR       | Extrema dreaptă                                        | Fascism | Fuzionat în Mișcarea Națională Fascistă; activ între c.c.a. 1920–1923 |
| Partidul Național-Socialist | PNS       | Extrema dreaptă                                        | Nazism | Partid nazist; activ în 1933 |
| Partidul Național-Socialist Muncitoresc German al Grupului Etnic German din România Nationalsozialistische Deutsche Arbeiterpartei der deutschen Volksgruppe in Rumänien | –         | Extrema dreaptă                                        | Nazism, Interesele minorității germane                                                                                            | Filială locală a Partidului Nazist, apartenență limitată la minoritatea germană; activ între 1940–1944 |
| Frontul Românesc | FR        | Extrema dreaptă                                        | Fascism, Monarhism | O ramură de extremă dreaptă a Partidului Național Țărănesc; activ între 1935 – c.c.a. 1944 |
| Liga "Vlad Țepeș" | –         | Extrema dreaptă                                        | Conservatorism, Antidemocrație, Monarhism, Anticomunism, Antifascism, Fascism (din 1931)                                          | Ramură a Partidului Poporului, condus de Grigore Filipescu; activ între 1929–1938 |
| Partidul Național Țărănesc | PNȚ       | Sincretică                                             | Naționalism cultural, Republicanism (1927-1928), Monarhism (din 1928), Antifascism, Anticomunism, Poporanism, Liberalism economic | Fuziunea Partidului Național Român și a Partidului Țărănesc; activ între 1926–1947 |

### Partide din perioada comunistă
Deși partidele nu au fost recunoscute în perioada comunistă și nu erau relevante politic, următoarele au fost forțele politice recunoscute oficial:
Au mai existat unele forțe politice cărora li s-a permis să existe, cu un statut neclar, până în 1948.
| Nume                                            | Abr.     | Note |
| ----------------------------------------------- | -------- | --- |
| Partidul Comunist Român                         | PCR      | Cunoscut și ca Partidul Muncitoresc Român, (PMR) între 1948 și 1965; desființat în 1989.                                                                            |
| Frontul Democrației și Unității Socialiste      | FDUS     | O organizație creată ca și aripă a PCR; activ 1975-1989. |
| Uniunea Generală a Sindicatelor din România     | UGSR     | Activ 1948-1989. |
| Uniunea Populară Maghiară Magyar Népi Szövetség | UPM/MNSZ | Creat ca și Uniunea Muncitorilor Maghiari din România (Magyar Dolgozók Országos Szövetsége, MADOSZ), în strânsă alianță cu Partidul Comunist Român; activ 1934-1953 |
| Comitetul Democratic Evreiesc                   | CDE      | În strânsă alianță cu Partidul Comunist Român; activ 1946-1953. |
| Frontul Plugarilor                              | FP       | În strânse legături cu Partidul Comunist Român; activ 1933-1953. |

### Partide de după 1989
- Acțiunea Populară - absorbit de PNL
- Partidul Republican - autodizolvat
- Partidul Unității Națiunii Române - absorbit de Partidul Conservator
- Partidul Vieții Românești (PVR)
- Partidul Socialist al Muncii (PSM)
- Partidul Popular
- Alianța pentru România - fuziune cu PNL
- Partidul Democrat Liberal - fuziune cu PNL
- Partidul Alianța Liberalilor și Democraților - fuziune cu PNL (2022)
- Partidul Democrat Agrar din România (PDAR)
- Partidul Alianța Civică (PAC) - fuziune cu PNL
- Forța Civică  - fuziune cu PDL
- Frontul Democrat al Salvării Naționale - redenumit Partidul Democrației Socialiste din România, a fuzionat cu PSDR pentru a forma PSD
- Frontul Salvării Naționale - redenumit Partidul Democrat, a absorbit Partidul Liberal Democrat și a devenit Partidul Democrat Liberal
- Forța Democrată din România - desființat în 2013
- Uniunea Forțelor de Dreapta - absorbit de PNL
- Partidul Solidarității Sociale - absorbit de PDSR
- Partidul Național Român (1998) - a fuzionat cu PD
- Partidul Național Democrat Creștin - autodizolvat
- Partidul Inițiativa Națională - absorbit de UNPR
- Partidul Liberal'93 - absorbit de PNL
- Partidul Conservator (PC) - fuzionat cu PLR
- Partidul Liberal Reformator (PLR) - fuzionat cu PC
- Partidul Poporului - Dan Diaconescu (PP-DD) - absorbit de UNPR
- Uniunea Națională pentru Progresul României
- Partidul Libertate, Unitate și Solidaritate (PLUS) - absorbit în USR PLUS
- USR PLUS - a revenit la denumirea de USR
- Partidul Alianța Liberalilor și Democraților - absorbit în PNL[35][36][37]
- Partidul România Unită - desființat în 2022
- Partidul Popular Maghiar din Transilvania - a fuzionat cu PCM pentru a forma Alianța Maghiară din Transilvania[38]
- Partidul Civic Maghiar - a fuzionat cu PPMT pentru a forma Alianța Maghiară din Transilvania[38]
- Alianța pentru Patrie (ApP)
- Partidul Alternativa Dreaptă - absorbit în PNCR[39]
- Alianța Renașterea Națională - absorbit în PNCR[39]